# Chancery Lane
Chancery Lane Station – stacja londyńskiego metra położona na trasie Central Line pomiędzy stacjami Holborn i St. Paul’s, w pierwszej strefie biletowej. Znajduje się na połączeniu High Holborn, Hatton Garden i Gray's Inn Road.
Na stacji Chancery Lane znajdują się najkrótsze schody ruchome w całym systemie metra londyńskiego, mają zaledwie 9,1 metra (50 schodów).

## Historia
Budowa stacji rozpoczęła się w kwietniu 1896 roku i została otwarta 30 lipca 1900 roku przez Central London Railway. Początkowo stację obsługiwały cztery windy, a wejście znajdowało się w budynku usytuowanym przy High Holborn 31-33 (około 122 metry na zachód od obecnego). Ponieważ nie było możliwości zbudowania ruchomych schodów pomiędzy ówczesnym wejściem na stację a platformami - zbudowano halę biletową pod skrzyżowaniem dróg i nowe wejście, które weszło do użytku 25 czerwca 1934 roku. Stary budynek, w którym znajdowało się wejście, stało się bezużyteczne, a nazwę stacji zmieniono na Chancery Lane, ze względu na jej obecne położenie.
Chancery Lane jest jedną z ośmiu londyńskich stacji metra, pod którą znajduje się bunkry. Po II wojnie światowej znajdowała się tam centrala telefoniczna Kingsway. Wejście do bunkrów znajdowało się w starym budynku stacji, jak i z Furnival Street i Took's Court.

## Wypadki
25 stycznia 2003 w wyniku wykolejenia się jednego z pociągów na stacji Chancery Lane, ranne zostały 32 osoby. Wydarzenie to spowodowane było usterką techniczną składu. Przejazdy liniami Central Line i Waterloo & City line (używające tego samego typu pociągów) zostały zawieszone do czasu naprawienia usterki.

## Połączenia
Stacja obsługiwana jest przez linie autobusowe 8, 25, 17, 45, 242, 341, 521 i N8.